# Lettre ouverte aux vivants qui veulent le rester
Lettre ouverte aux vivants qui veulent le rester est un essai écrit par René Barjavel et publié en 1978.

## Caractéristiques et présentation générale
L'auteur du roman Ravage, paru en 1943 (et qui évoquait déjà le risque que courrait la civilisation industrielle), explique dans cet essai qu'il est possible d'échapper à l'utilisation de l'énergie nucléaire (civile et surtout militaire) qu'il considère comme infernale par une alternative plus pacifique pour notre civilisation au travers d'une société décentralisée, où l’homme retrouverait un accord avec la nature. L’objet de cette lettre ouverte est de rappeler à tous qu'il existe un véritable choix de vie plus raisonnable.
La base de cet essai reste philosophique car il insiste sur la beauté de la nature (du vivant) et remet en cause l’industrie nucléaire. C’est bien plus dans ses interventions médiatiques (notamment dans ces billets quotidiens dans le Journal du Dimanche) que l’auteur continue à construire sa réflexion sur la technologie mais aussi sur une certaine la volonté de puissance et l’« amour du vivant ».

## Citations
« Chaque détail d’un être vivant est un foisonnement de stupéfiants mystères. Et le plus grand de tous est la vie, dont nul ne sait ce qu’elle est. Or la voici menacée de destruction. Par le nucléaire. Militaire. Et civil. »
Ce passage est repris par Renaud Garcia dans son texte Maurice Genevoix et René Barjavel .
« Un chef de parti, de droite ou de gauche, ou un militant ambitieux, ne présente jamais les faits tels qu’ils sont mais tels qu’ils peuvent le servir, ou servir son parti, ou desservir ses adversaires. Si on lui pose sur un point concret une question précise, il ne se tait pas : il répond à côté. Il a l’air de répondre, d’avoir dit quelque chose et il n’a rien dit. »